# Tatra 27
Tatra 27 byl třítunový nákladní automobil se znakem náprav 4×2, vyráběný podnikem Tatra, a. s. v Kopřivnici. Mezi lety 1930–1946 bylo postaveno 7208 vozů ve verzích T27, T27a, T27b, poháněných zážehovým motorem, T27/64 se vznětovým motorem a T27H s pohonem na dřevoplyn. Stal se jedním z nejúspěšnějších předválečných nákladních automobilů značky Tatra. Značné počty těchto vozidel využívala Československá armáda i Wehrmacht. Od tohoto modelu byla odvozena třínápravová varianta Tatra 28, vyrobená pouze v několika kusech.

## Vznik a varianty

### Tatra 27

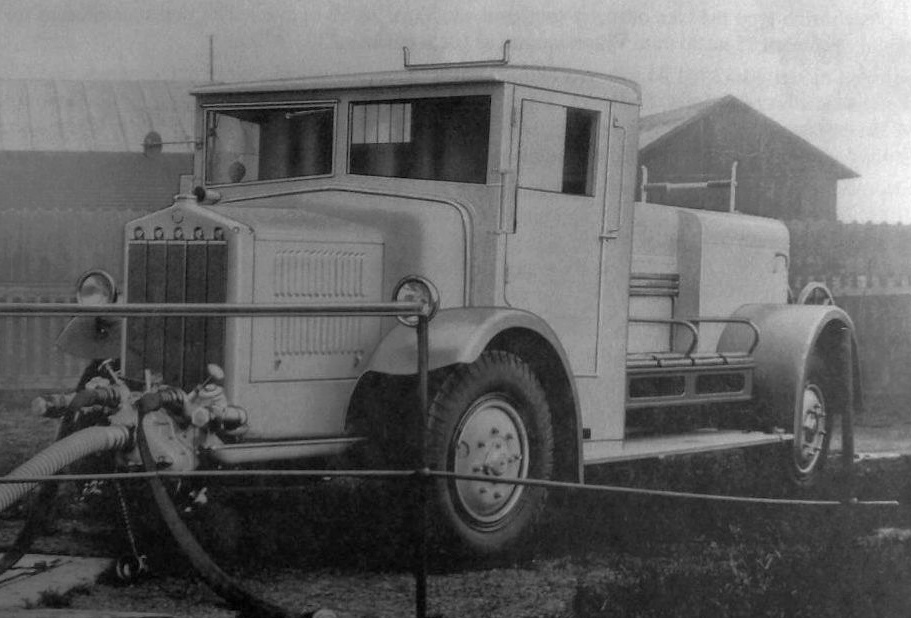
Tatra 27 s hasičskou nástavbou

Tatra 27, střední nákladní automobil o nosnosti 2,5 tuny, byla uvedena na trh v roce 1930. Jednalo se o dvounápravový vůz klasické koncepce Tatra, s páteřovým rámem a zadní hnanou nápravou s výkyvnými poloosami a jednoduchou montáží. Stal se prvním nákladním automobilem značky, vybaveným hydraulickými brzdami. Charakteristickým znakem vozu byl rozměrný mezikus obsahující palivovou nádrž, umístěný mezi kabinou a kapotou motoru. Ten přetrval i u všech dalších vývojových verzí, včetně poválečného nástupce Tatra 114 a 115. Pohon vozidla zajišťoval čtyřdobý vodou chlazený zážehový čtyřválec zdvihového objemu 4,25 l a výkonu 52 k.  
Přidáním další hnané nápravy vznikl roku 1932 odvozený třínápravový typ Tatra 28, postavený ve dvou kusech pro československou armádu. 

### Tatra 27a

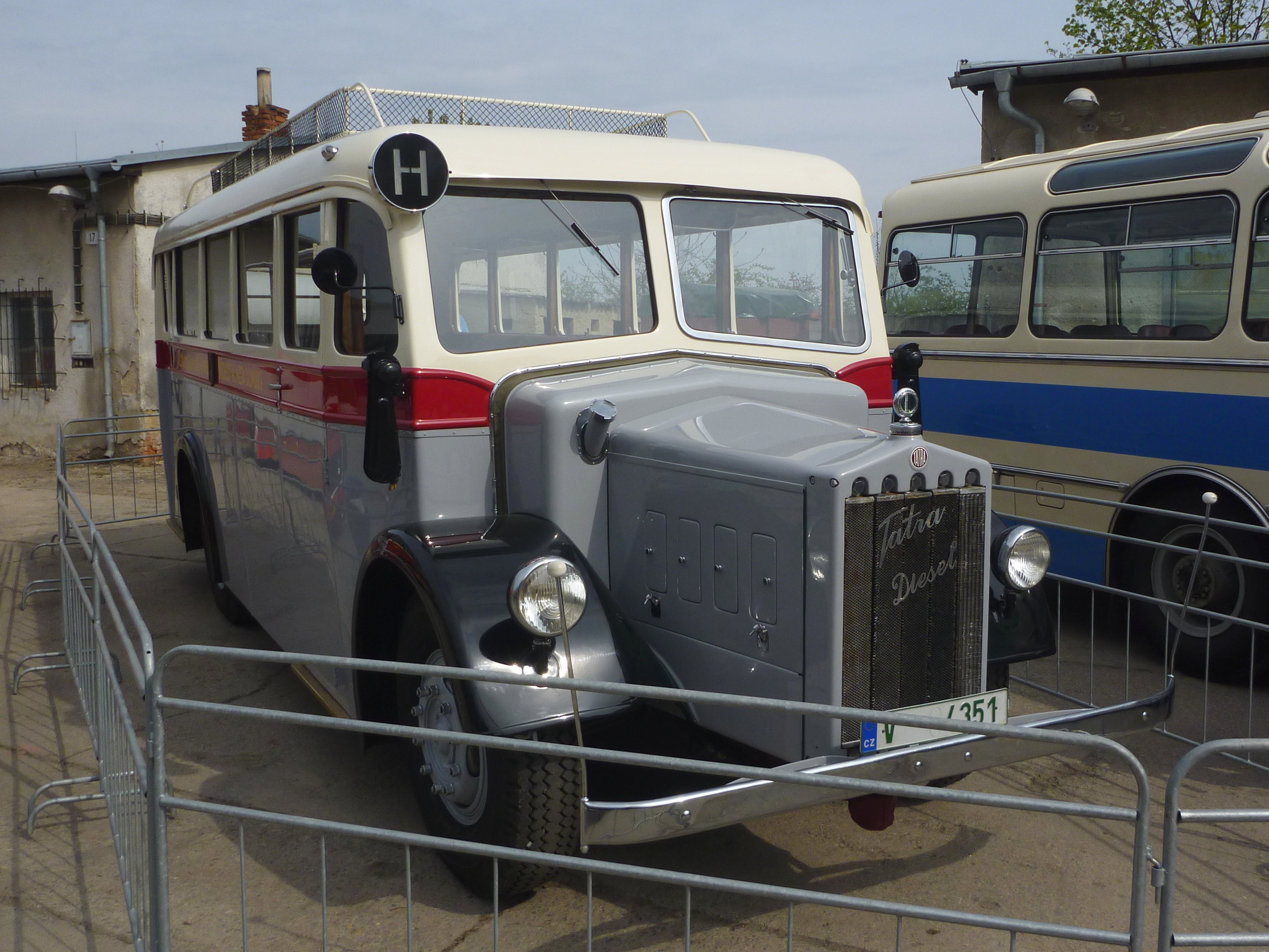
Autobus Tatra 27/64a z roku 1940

Tato modifikace vstoupila do výroby v roce 1936. Byla opatřena budkou oblejších tvarů a novým motorem se zdvihovým objemem 4,7 l a výkonem 63 k. Vozidla určená pro armádu dostala nové odpružení zadní nápravy příčným půleliptickým perem, některé civilní modifikace si zachovaly původní odpružení dvěma šikmými čtvrteliptickými pery. Celkem vzniklo 2079 vozů verzí T27 a T27a.

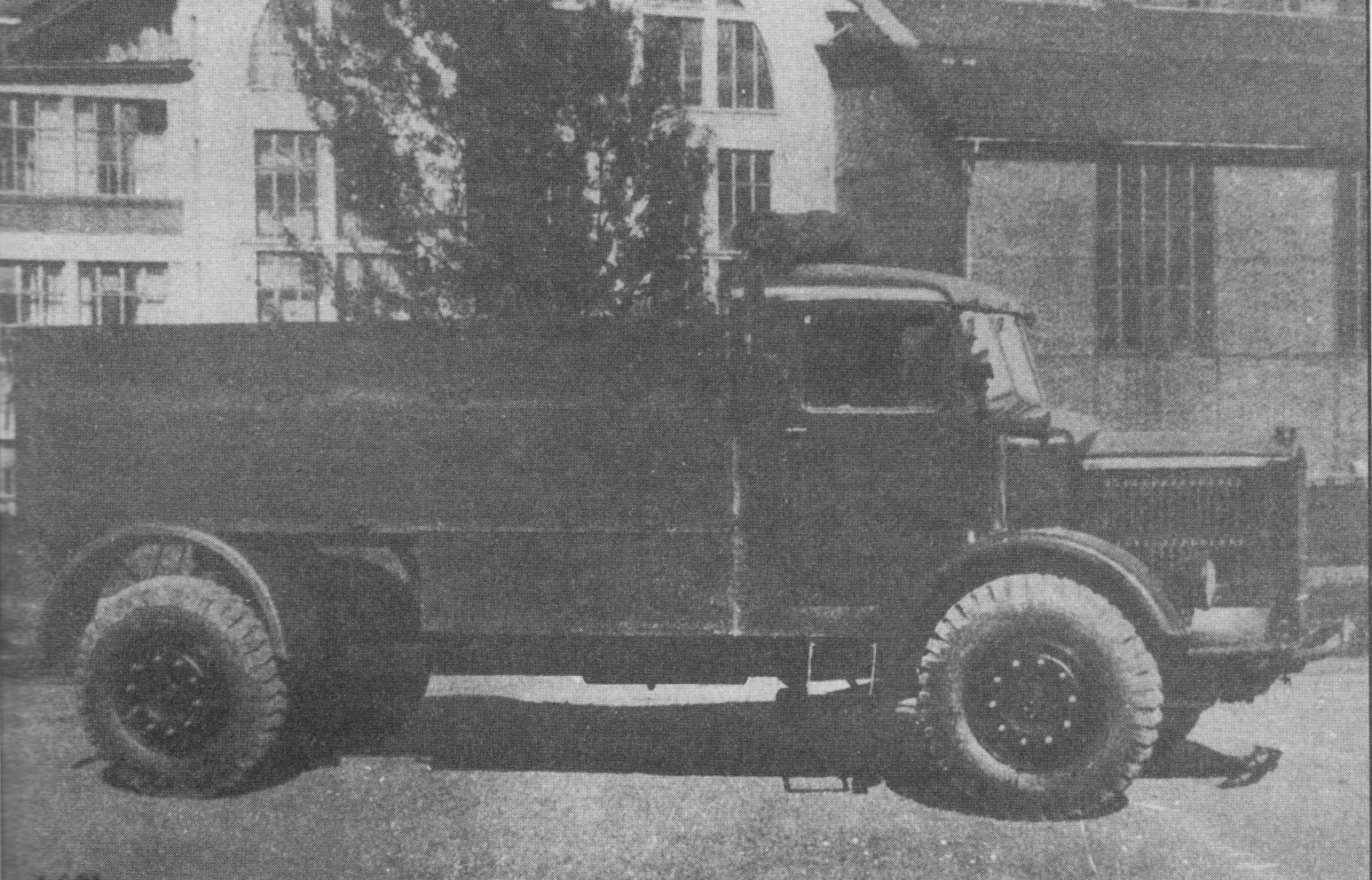
Vojenský valník Tatra 27a

V roce 1936 objednalo československé ministerstvo národní obrany (MNO) 1512 vozů, v úpravě speciální rychlý nákladní automobil. Zesílením páteřového rámu se zvýšila nosnost na 3 tuny. Vozy měly zkrácený zadní převis a taktické pneumatiky 9,75×20" s hrubým terénním vzorkem. Objednané vozy Tatra předala armádě během února 1937 až února 1938. Další objednávky na 116 a 33 vozů následovaly v letech 1937 a 1938. Do září 1938 armáda dostala 85 vozů, dalších 34 se povedlo získat před záborem Kopřivnice (součást odstoupeného území Sudet), objednávka zbylých 30 byla zrušena. Více než 1600 vozů Tatra 27a tvořilo nejpočetnější typ značky Tatra v československé armádě. Byl to zároveň druhý nejpočetnější typ nákladního automobilu československé armády (po speciálu Praga RV).
Německá armáda v roce 1939 převzala celkem 67 vozů Tatra 27a, vyrobených na základě původních objednávek MNO.
Roku 1937 byla uvedena Tatra 27/64a vzniklá nahrazením stávající zážehové pohonné jednotky za vznětový, vodou chlazený čtyřválec T64, vyráběný v licenci firmy MAN. Motor zdvihového objemu 4,8 l dosahoval výkonu 60 k. Mezi lety 1936–1940 bylo vyrobeno 165 vozidel. Roku 1937 bylo na podvozku T27/64a postaveno 17 autobusů s bezkapotovou karoserií, která dostaly označení Tatra 27/91.
Také z této verze byla odvozena třínápravová modifikace Tatra 28a, vyrobená v deseti kusech.

### Tatra 27b

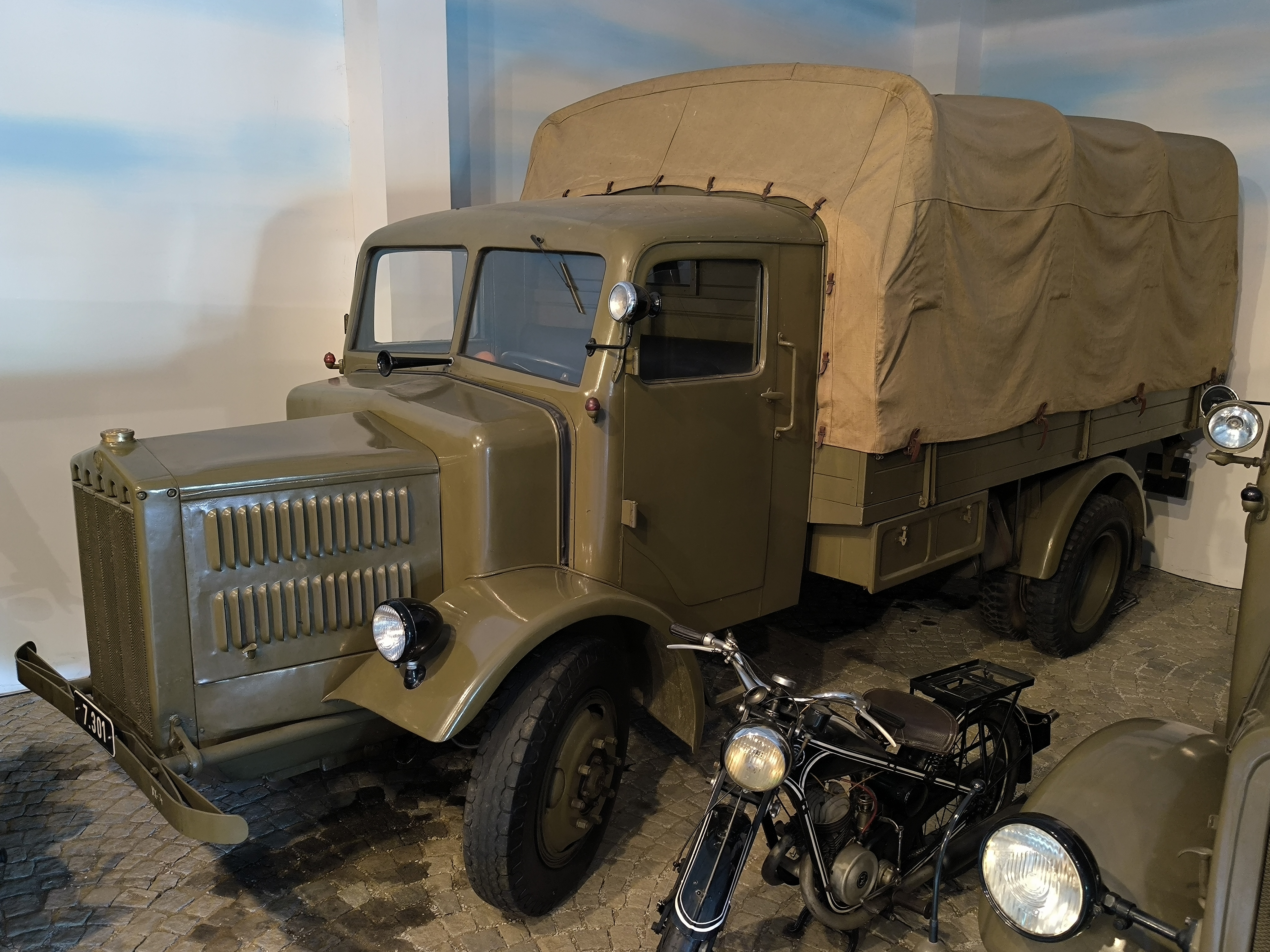
Tatra 27b ve VTM Lešany

Hlavní změnou se u této verze stalo osazení zadní nápravy dvojmontáží kol. Všechny vyrobené vozy již měly zadní nápravu odpruženou příčným půleliptickým perem. Pohonnou jednotku tvořil zážehový čtyřválec, stejný jako u verze T27a.  Během let 1940–1943 vzniklo 3171 vozů, které sloužily převážně v německých ozbrojených silách.  Dalších 250 kusů převzala roku 1942 slovenská armáda a kolem 50 vozidel bylo v letech 1940–1942 exportováno do Finska. Jistý počet vozů obdrželo i Rumunsko. Roku 1946 ještě vznikla série 194 vozidel.
Válečný nedostatek benzinu dal vzniknout typu Tatra 27bH (Tatra 27H), uzpůsobenému k provozu na dřevoplyn. Byl vybaven dřevoplynovým generátorem Imbert. Motor převrtaný na zdvihový objem 5,2 l dosahoval nejvyššího výkonu 51 k, trvale použitelného však jen 41 k. Produkce v letech 1941–1943 dosáhla 1582 kusů.
Nástupcem řady T27 se stala Tatra 114, v podstatě modifikace typu T27b vybavená novým, vzduchem chlazeným motorem.